# Saratoga Springs (Utah)
Saratoga Springs je město v okresu Utah County ve státě Utah ve Spojených státech amerických. K roku 2010 zde žilo 17 781 obyvatel. S celkovou rozlohou 56,2 km² byla hustota zalidnění 316,39 obyvatel na km². Leží na severozápadním pobřeží Utažského jezera.